# Incidente dell'Ilyushin Il-76 del Ministero per le situazioni di emergenza russo del 2016
La mattina del 1º luglio 2016, un Ilyushin Il-76 configurato per la lotta aerea antincendio e appartenente al Ministero russo per le situazioni di emergenza è precipitato vicino al lago Baikal a nord-est di Irkutsk, in Siberia, Russia. Tutti i dieci membri dell'equipaggio hanno perso la vita dell'incidente.

## L'aereo
Il velivolo coinvolto era un Ilyushin Il-76 da trasporto allestito per la lotta aerea contro gli incendi, con numero di serie del costruttore 1033417553 e immatricolazione RA-76840; aveva quasi 22 anni.

## Contesto
Prima dell'incidente, un incendio boschivo era divampato nei pressi di Irkutsk e bruciava da diverse settimane. Il giorno del ritrovamento dell'aereo, la divisione aeronautica dell'agenzia forestale russa ha dichiarato che un'area di oltre 45.000 ettari (450 km2) di foresta in Siberia era in fiamme, mentre il braccio russo di Greenpeace ha dichiarato che, in base alla sua interpretazione dei dati satellitari, quasi dieci volte quest'area stava bruciando solo nella regione di Irkutsk.

## L'incidente
L'Ilyushin Il-76 decollò dalla pista 12 dell'aeroporto di Irkutsk poco dopo l'alba, alle 06:18 ora locale, per una missione di lotta antincendio. L'ultima comunicazione con l'aereo risale a sedici minuti dopo, alle 06:34, quando l'aereo volava sopra il distretto di Bayandayevsky in direzione nord-est ad un'altitudine di 9 900 piedi (3 000 m).
L'aereo venne dichiarato disperso, il che diede il via a un'operazione di ricerca e soccorso. Un centinaio di soccorritori vennero paracadutati nell'area in cui era scomparso. Le ricerche coinvolsero sedici aerei e 441 persone in totale e risultarono complicate a causa della vastità del territorio e dell'inaccessibilità dell'area. I veicoli di terra non furono in grado di raggiungere l'area in cui è scomparso l'Il-76. Le alte temperature, unite alla scarsa visibilità dovuta al fumo denso e agli alberi, resero le operazioni difficili, soprattutto per le unità di terra. Dopo due giorni di ricerche, l'aereo venne finalmente ritrovato.
Il velivolo venne trovato vicino al villaggio di Uyan, nel distretto di Kachugsky, a circa 240 km a nord-est dal punto in cui si era perso il contatto con il velivolo, bruciato ad eccezione della fusoliera posteriore e della coda. Non c'erano sopravvissuti tra le dieci persone a bordo. 

## Le indagini
Gli investigatori interrogarono alcuni testimoni nel villaggio di Karan che dissero di aver visto il velivolo volare sopra di loro e di aver sentito un rumore sordo dopo lo sgancio di acqua, ma di non essere stati in grado di sentire i motori a seguito.
I registratori di volo risultarono danneggiati dal calore, ma i loro dati vennero estratti e analizzati, non rivelando alcun guasto tecnico durante il volo. L'Interstate Aviation Committee avviò un'indagine e scoprì che l'equipaggio aveva scelto di volare alla minima altitudine sulla zona. Negli ultimi secondi prima dell'incidente, i piloti avevano cercato di guadagnare quota. Il fumo denso potrebbe aver portato alla scelta del profilo di volo. Il comandante dell'aereo aveva più di 12 000 ore di esperienza di volo, il copilota più di 5 500 e il navigatore più di 7 000.
Gli investigatori scoprirono che l'aria calda degli incendi avrebbe potuto aver causato la perdita di spinta dei motori, con conseguente perdita di quota. La coda dell'Il-76 potrebbe aver agganciato una collinetta, facendo collidere il resto dell'aereo con il fianco della collina. L'equipaggio potrebbe aver perso il controllo dell'aereo dopo che questo aveva iniziato a colpire gli alberi.